# آسونسیر
آسونسیر (به فرانسوی: Assencières) یک کمون در فرانسه است که در canton of Piney واقع شده‌است. آسونسیر ۷٫۳۹ کیلومتر مربع مساحت دارد ۱۶۴ متر بالاتر از سطح دریا واقع شده‌است.